# Новые Воробьи
Но́вые Воробьи́ (укр. Нові Вороб'ї) — село на Украине, основано в 1705 году, находится в Малинском районе Житомирской области.
Код КОАТУУ — 1823486201. Население по переписи 2001 года составляет 398 человек. Почтовый индекс — 11630. Телефонный код — 4133. Занимает площадь 2,27 км².

## Адрес местного совета
11600, Житомирская область, Малинский р-н, с. Новые Воробьи